# Yosemite Valley Bridges
Les Yosemite Valley Bridges sont huit ponts formant un district historique dans le comté de Mariposa, en Californie, dans le sud-ouest des États-Unis. Tous situés dans la vallée de Yosemite, au cœur du parc national de Yosemite, ils franchissent la Merced ou des affluents directs, la Tenaya Creek et la Yosemite Creek. Construits entre 1922 et 1933, ces ponts en arc en béton recouverts de granit local sont l'Ahwahnee Bridge, le Clark Bridge, le Happy Isles Bridge, le Pohono Bridge, le Stoneman Bridge, le Sugar Pine Bridge, le Tenaya Creek Bridge et le Yosemite Creek Bridge. Le district qu'ils constituent est inscrit au Registre national des lieux historiques depuis le 25 novembre 1977.